# Aleastrasil
Aleastrasil ist ein Verbundstoff aus zufällig orientierten Siliciumdioxid-Fasern (Kieselsäurefasern) und Phenolharzverbindungen. Wegen seiner Hitzebeständigkeit und seines geringen Abriebfaktors wird er zur Herstellung von Hitzeschildkacheln verwendet, die Raumfahrzeuge beim Wiedereintritt in die Erdatmosphäre schützen (z. B. beim Atmospheric Reentry Demonstrator der ESA).